# 's-Hertogenbosch
 's-Hertogenbosch (germană Herzogenbusch; franceză Bois-le-Duc; spaniolă Bolduque; italiană Boscoducale; în traducere în română Pădurea Ducelui), numit neoficial și Den Bosch, este un oraș în Olanda, capitala provinciei Brabantul de Nord.

## Situare geografică

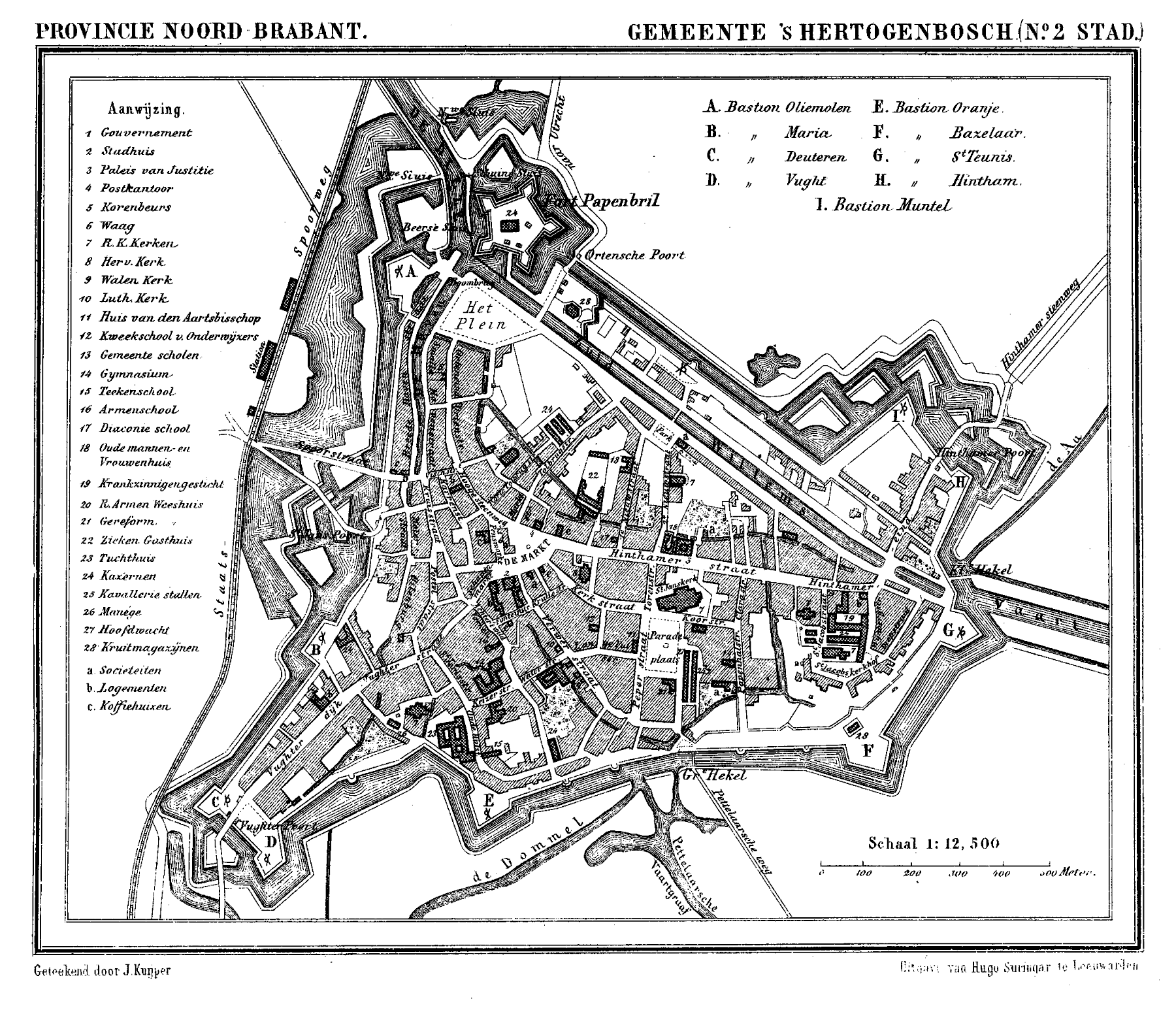
Harta orașului de la 1866

Oraș din Țările de Jos, la aproximativ 80 km sud-est de Amsterdam, capitala provinciei Brabantul de Nord; situată pe câmpie la confluența fluviilor Dommel și Aa, cu nenumărate canale artificiale care îl leagă de Liège și de fluviul Mosa, dintre care cel mai important este canalul Guglielmo. Important nod de comunicații: Utrecht-Amsterdam, Eindhoven-Maastricht, Tilburg-Breda și Nijmegen-Arnhem.

## Localități componente
Comuna 's-Hertogenbosch este formată din următoarele localități: Bokhoven, Crevecoeur, Deuteren, Dieskant, Empel, Engelen, Gewande, 's-Hertogenbosch, Hintham, Kruisstraat, Maliskamp, Meerwijk, Orthen, Oud-Empel și Rosmalen.

## Importanță economică

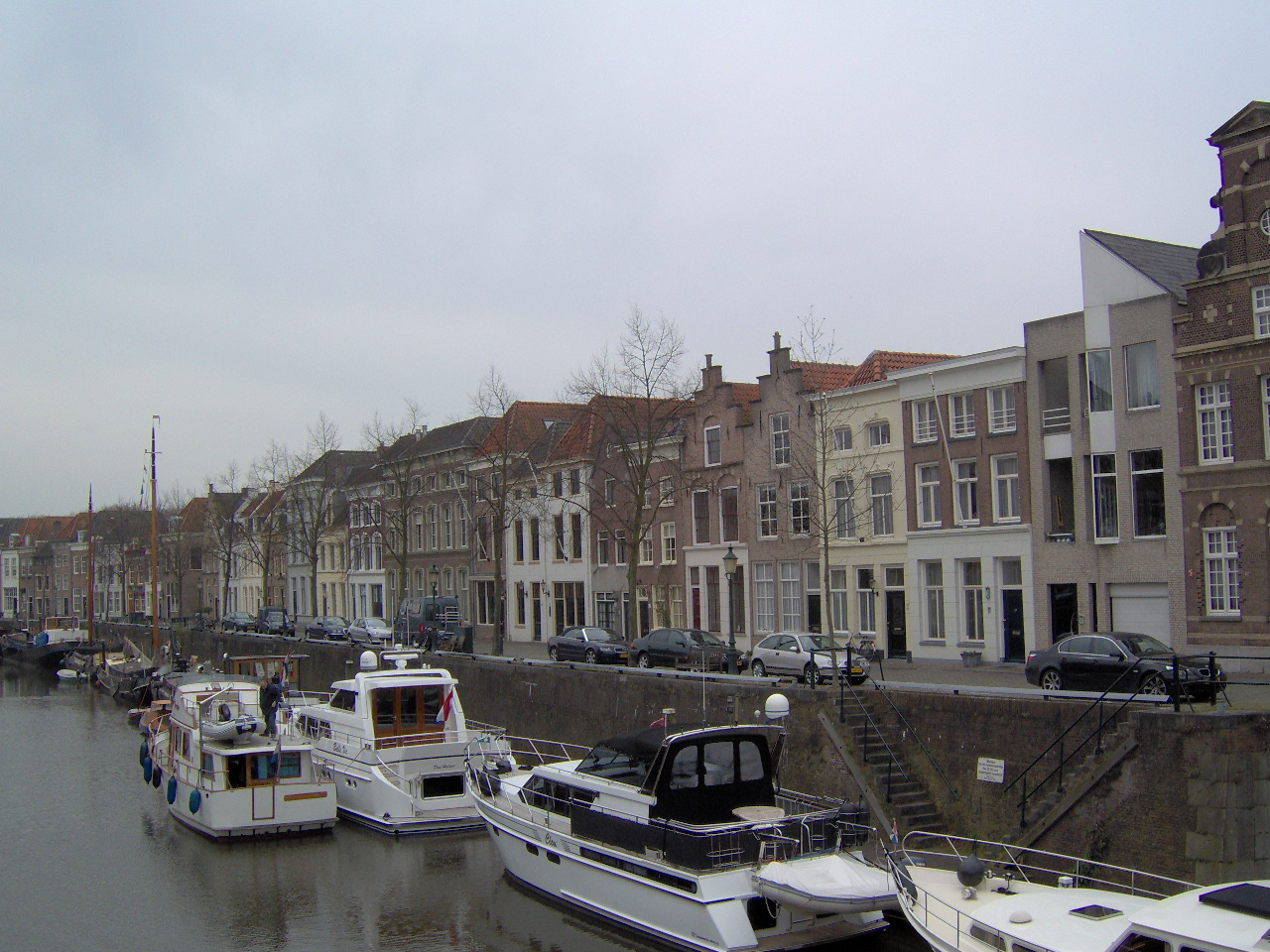
Canalul navigabil

Este centru cultural și industrial (industria mică și mijlocie, în general) acoperind sectoarele: alimentar, metalurgic, mecanic, textil, chimic, și pe cel de prelucrare a tabacului. Industria grea este reprezentată doar de șantiere navale. Caracteristica de bază este producerea instrumentelor muzicale. Pe plan comercial orașul se aprovizionează cu vin - de obicei - de la Köln, sare de la Liège și pește de la Ostseeländern.

## Date istorice

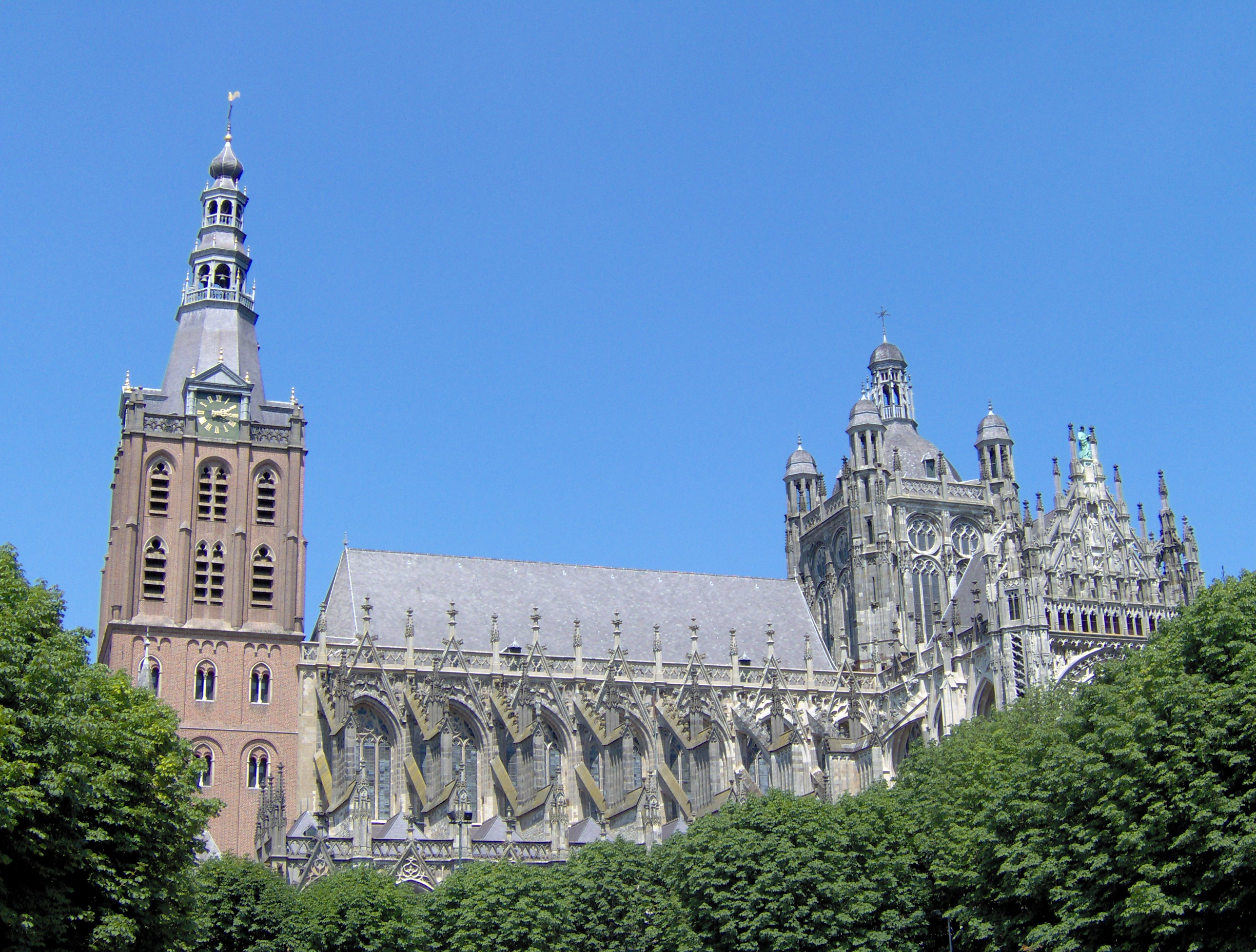
Catedrala Sf. Ioan din centrul orașului

Antica cetate (oraș-fortăreață) - ale cărei origini sunt incerte - în 1134 a obținut recunoașterea propriului statut de comună. Vatra orașului se ridică pe locul unde, în Antichitate, era un templu în cinstea zeului Hercules Magusanus. În 1185 ducele Henrich I von Brabant l-a ridicat la rang de oraș iar în sec. al XIII-lea, a fost unul dintre principalele centre ale ducatului de Brabant.
În sec. al XV-lea l-a dăruit lumii pe celebrul pictor și sculptor Hieronymus Bosch.
Deși reședință episcopală catolică din 1559, în 1561 a deschis porțile Reformei și apoi a participat la război împotriva Spaniei, în care a avut de suferit mult. Din această nefericită participare s-a ales cu ocuparea de către spanioli din 1567 până în 1629. Asediat în 1601 și în 1603 de Maurice d’Orange, a fost cucerit după 5 luni de asediu, în 1629, de Friedrich Heinrich. În 1648 în tratatul Păcii de la Vesfalia orașul a fost restituit Olandei și ca urmare va împărtăși pe viitor soarta acesteia. În 1794 l-au ocupat francezii până în 1814, când a fost cucerit de Prusia.

## Principalele monumente

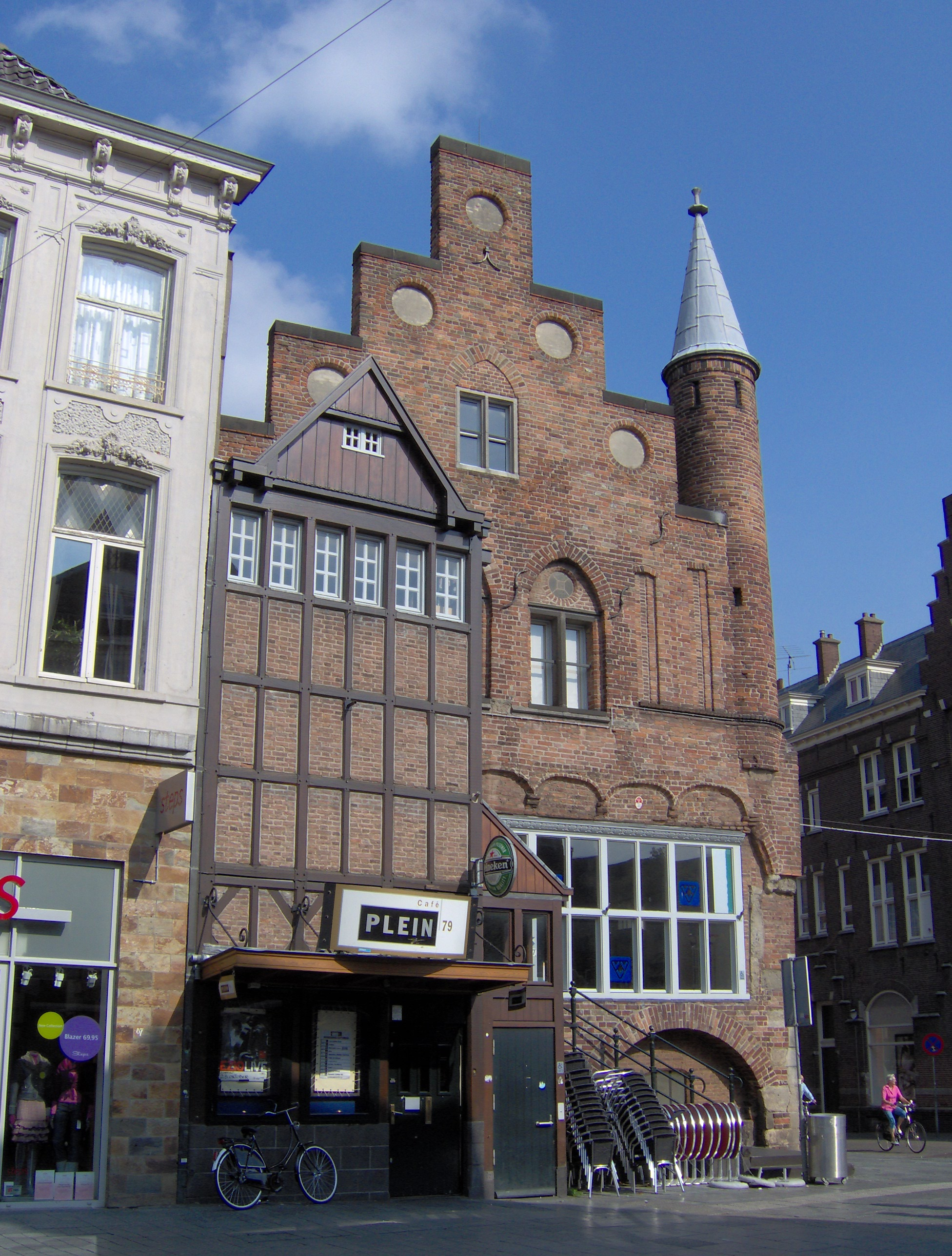
de Moriaan

Catedrala gotică St. Jan a fost construită între 1350-1530 pe locul unde mai înainte se ridica o bazilică romanică din sec. al IX-lea. Cu această ocazie a fost ornamentată cu un minunat cor prevăzut cu prețioase strane (1450) și cu un amvon renascentist. Amplu restaurată între 1860-1955. Din 1629 catedrala a fost dată cultului reformat până în 1810, când a fost restituită catolicilor.
Palatul Municipal din sec. al XIV-lea, renovat în 1680, atrage atenția prin impunătoarea fațadă a acestuia realizată în sec. al XVII-lea.

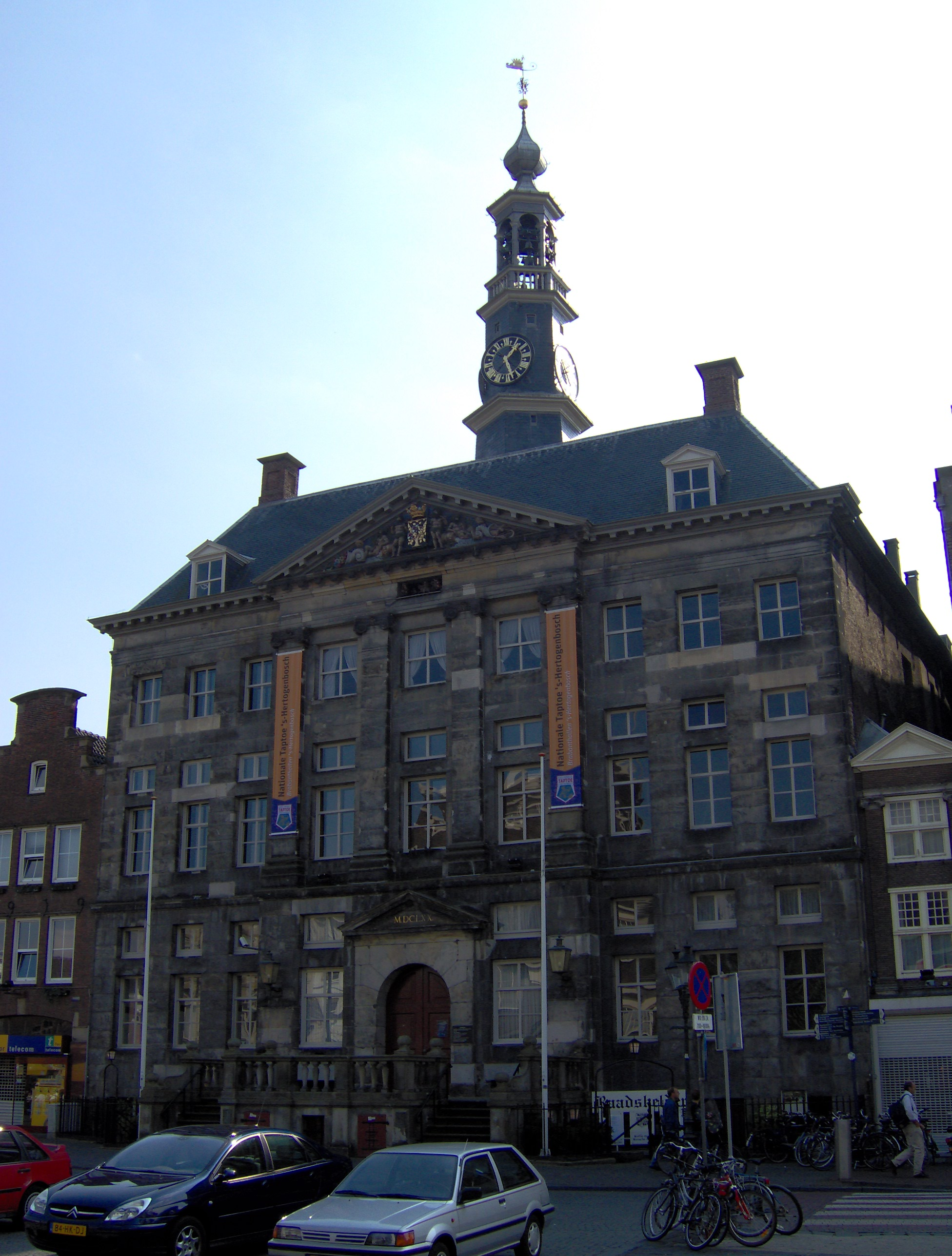
Palatul Municipal

Remarcabil este și Muzeul Provincial, care păstrează prețioase vestigii romane și multe alte opere de artă.

## Personalități
- Hieronymus Bosch, pictor (cca. 1450 - 1516);
- Georgius Macropedius, profesor, dramaturg, umanist (1487–1558);
- Jan de Quay, președintele Consiliului de Miniștri a Olandei din 1959 până în 1963;
- Willem van den Hout (3 iunie 1915), scriitor și publicist († 1985);
- Wim Kersten (14 august 1924), cântăreț de carnaval († 16 noiembrie 2001)
- Antoine Bodar (28 decembrie 1944), preot romano-catolic, critic și istoric de artă și publicist;
- Albert West (2 septembrie 1949), cântăreț de muzică pop;
- Leon de Winter (24 februarie 1954), scriitor, scenarist și regizor;
- Jos Goedmakers (16 aprilie 1957), Volkskrantblogger;

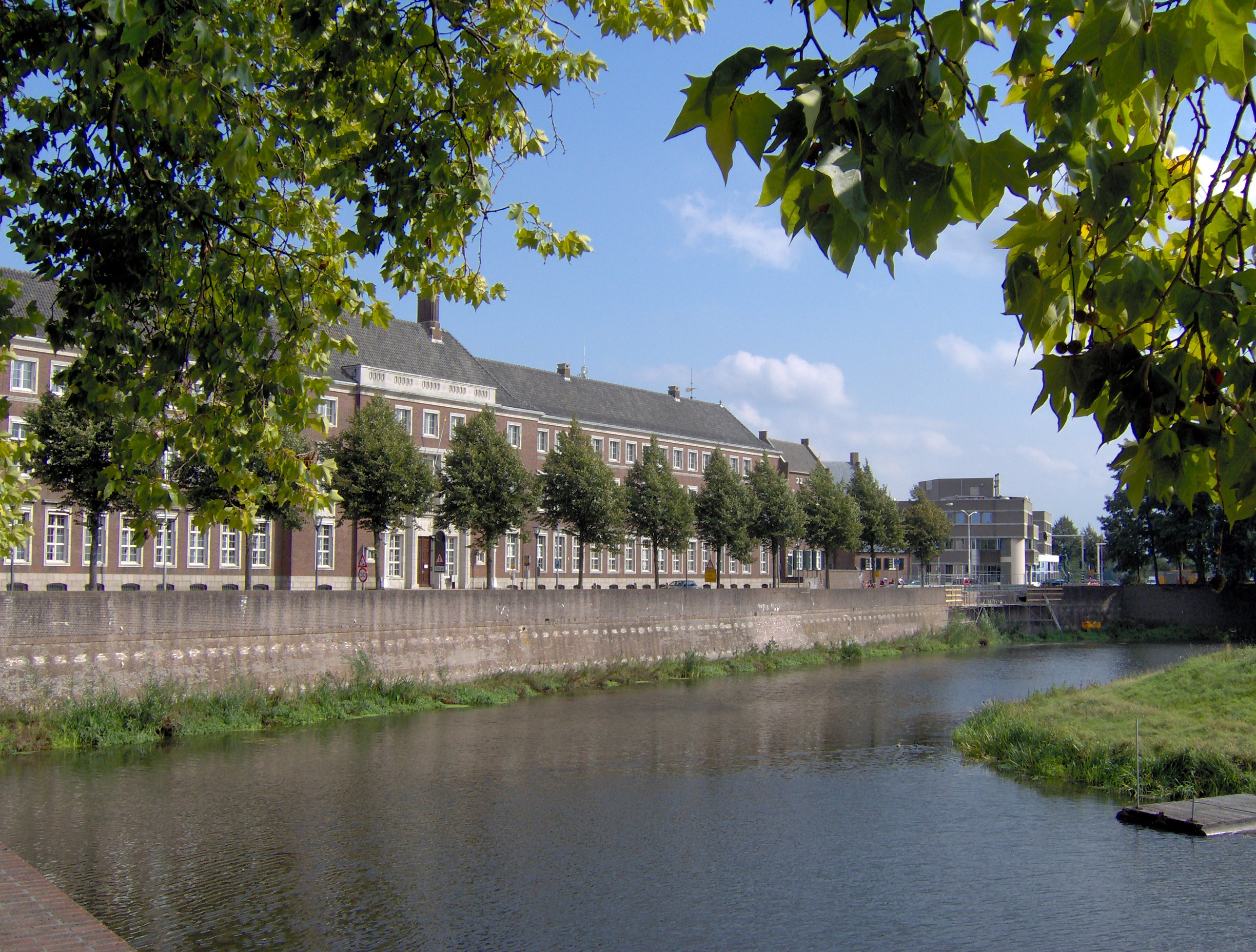
Vedere din oraș

- Willy Wilhelm (16 septembrie 1958), judoka;
- José Damen (12 noiembrie 1959), zwemster;
- Albert Verlinde (25 aprilie 1961), jurnalist și prezentator;
- Manon Bollegraf (10 aprilie 1964), jucător de tenis;
- Theo Nabuurs (Mental Theo) (14 februarie 1965), dj și prezentator tv;
- Esther Verhoef (Esther Verhallen) (27 septembrie 1968), scriitor literar;
- Richard Groenendaal (13 iulie 1971), wielrenner;
- Lindo Duvall (8 martie 1973), dj-radio;
- Nicole van Hooren (11 iunie 1973), jucător de badminton;
- Mijntje Donners (4 februarie 1974), jucător de hochei internațional;
- Gerard M. L. Harmans, scriitor contemporan.

## Orașe înfrățite
- Germania, Trier din 7 iunie 1968. În 2000 acest parteneriat a fondat „Asociația culturlă Herzogenbusch-Trier”.
- Belgia, Louvain
- România, Focșani [1]